# 毒海情真
《毒海情真》（英語：Pure）是2002年由吉利斯·麥金農執導的英國電影，由莫莉·帕克、哈里·埃登和姬拉·麗莉主演。

## 劇情
十岁的保罗与母亲梅尔和弟弟李一起生活在伦敦东区的一个破旧地区。在父亲去世后，保罗突然变得孤立无援，因为母亲梅尔早已将自己的生活责任交给了毒贩伦尼，他不仅提供海洛因给她，还是她的情人。保罗非常独立，逐渐明白他的母亲并不像她告诉他的那样在服用药物，而是在吸毒。
有一天，她的朋友薇姬·格林去世了，死于过量用药，留下一个女儿。当梅尔和孩子们坐在一辆开往社会服务部门的公交车上时，一名医生提到了薇姬的女儿下巴上的感染，对此他们进行了讨论，但谈话却升级了。梅尔将孩子递给医生，带着儿子离开了公交车。于是，保罗愤怒地质问她的药瘾问题，她决定冷静戒毒。梅尔让保罗看守她，并封锁了她戒毒房间的门，里面备有可乐、香菸和一个呕吐桶。后来，她一再诱骗他放她出来，但他始终坚定不移，无视她的意愿，按照她所说的戒毒时间坚持下去。期间，一名警察前来询问保罗信息。在他否认之后，他没有进一步追问，只留下了一张名片。由于梅尔最近没有与她的毒贩联系，他将一袋价值20英镑的海洛因放进她家的信箱，保罗拿了起来。在母亲戒毒期间，同样有药瘾的熟人路易丝过来劝说保罗讓他母親一個人呆一會兒。保罗忘记了时间，回到他母亲身边时，已经太晚了。大门敞开着，他进去后，看到伦尼正在给母亲注射毒品。
接下来进行了一次家庭搜索，调查人员在青少年保护服务的监督下突袭了她的公寓。接下来，保罗由他的祖母照顾，并接受青少年保护服务的监督。保罗想去看望他的母亲，但她现在劝他不要这样做，因为她已经从医生那里得知，与他接触对戒毒无益。
保罗与路易丝一起度过时间，期间遇到了毒贩伦尼，他询问他母亲的下落。保罗和梅尔在青少年保护服务处安排了一次会面，但梅尔没有足够强大的意志力准时赴约。保罗很生气，转而求助于路易丝。他给她看了他之前拾起的小包毒品，并告诉她他想知道他母亲吸海洛因时的感觉。路易丝同意了，并与他一起吸食。接下来一幕展示了保罗在海洛因中的幻觉。他感到迷失，最后被弗伦奇检察官找到并送到他的祖父母那里。
弗伦奇检察官与保罗就伦尼和他的勾当展开深入谈话，解释说警方必须当场抓住伦尼交易大宗毒品。当伦尼出现在他的学校时，他认识到他的危险一面，并前往青少年保护服务处，以非常规的方式探望他的母亲。她再次处于冷静戒毒状态，因为她的美沙酮瓶打碎了。保罗意识到这样她不可能再次获得监护权，并且重新申请需要6个月时间。他联系了弗伦奇检察官。
保罗在一家餐厅与伦尼会面，并明确问他是否有海洛因给他的母亲。伦尼没有看穿这个伎俩。调查人员通过保罗的介入将相关人员逮捕。他们采取了调查手段对待保罗，使他看起来也像是犯罪嫌疑人，并确保伦尼在警察局看到他，以保护他。
最后，关系监护权的听证会开始。保罗带着坐在轮椅上的祖父也出席了听证会，结果对他们团聚有利。梅尔、李和保罗现在又团聚了，而梅尔的毒贩则被关进了监狱。

## 演员
- 莫莉·帕克 饰 梅尔
- 哈里·埃登 饰 保罗
- 大衛·溫漢 饰 伦尼
- 姬拉·麗莉 饰 路易丝
- 維尼·亨特 饰 李
- 瑪莎·湯普森（英语：Marsha Thomason） 饰 薇姬
- 潔拉爾汀·麥克伊旺（英语：Geraldine McEwan） 饰 南娜
- 卡爾·強森（英语：Karl Johnson (actor)） 饰 爷爷
- 蓋瑞·路易絲（英语：Gary Lewis (actor)） 饰 弗伦奇探长
- 凱特·艾許菲德（英语：Kate Ashfield） 饰 社会工作者海伦

## 奖项
柏林国际电影节
- 获奖：曼夫雷·索茲柏奖（吉利斯·麥金農）
- 获奖：曼夫雷·索茲柏獎 - 特別提及（哈里·埃登）

埃姆登国际电影节
- 获奖：埃姆登电影奖

2003年英国独立电影奖
- 获奖：最有前途新人（哈里·埃登）